# Filodemo de Gádara
Filodemo de Gádara (língua grega: Φιλόδημος ὁ Γαδαρεύς, Philodēmos; c. 110 a.C. – provavelmente c. 40 ou 35 a.C.) foi um filósofo e poeta epicurista. Estudou sob a alçada de Zenão de Sídon em Atenas, antes de se mudar para Roma, e posteriormente para Herculano. 
Foi primeiramente conhecido pela sua poesia preservada na Anthologia Graeca, mas desde o século XVIII, muitos escritos seus foram descobertos entre os rolos da vila dos papiros, em Herculano. A tarefa de escavar e decifrar esses rolos é difícil, e os trabalhos continuam até aos nossos dias. As obras de Filodemo incluem escritos sobre ética, teologia, retórica, música, poesia e a história de várias escolas filosóficas.